# Journal for Plague Lovers
Journal for Plague Lovers è il nono album dei Manic Street Preachers pubblicato nel 2009. Tutti i testi sono di Richey Edwards, componente del gruppo scomparso nel 1995. Il lavoro ha ricevuto recensioni molto positive.

## Tracce
1. Peeled Apples - 3:33
2. Jackie Collins Existential Question Time - 2:24
3. Me & Stephen Hawking - 2:46
4. This Joke Sport Severed - 3:04
5. Journal for Plague Lovers - 3:45
6. She Bathed Herself in a Bath of Bleach - 2:18
7. FAcing Page: Top Left - 2:40
8. MArlon J.D. - 2:50
9. Doors Closing Slowly - 2:52
10. All is Vanity - 3:35
11. Pretension/Repulsion - 2:05
12. Virginia State Epileptic Colony - 3:25
13. Williams Last Words - 4:15 (include la traccia fantasma Bag Lady - 3:04)